# Soholt Peaks
Soholt Peaks är en bergstopp i Antarktis. Den ligger i Västantarktis. Chile gör anspråk på området. Toppen på Soholt Peaks är 2 232 meter över havet, eller 18 meter över den omgivande terrängen. Bredden vid basen är 0,55 km.
Terrängen runt Soholt Peaks är varierad. Trakten är obefolkad. Det finns inga samhällen i närheten. 